# Bollati Boringhieri
Bollati Boringhieri è una casa editrice italiana con sede a Torino. Fondata nel 1957 da Paolo Boringhieri, dal 2009 fa parte del Gruppo editoriale Mauri Spagnol.
La casa è specializzata nella pubblicazione di libri di carattere scientifico e umanistico.

## Storia
Nel 1956, in seguito ad un periodo di instabilità economica, la casa editrice Einaudi cedette a Paolo Boringhieri, un direttore interno dell'azienda, i diritti su   quattro collane da Einaudi: la "Biblioteca di cultura scientifica", la "Collezione di studi religiosi, etnologici e psicologici" (ovvero la cosiddetta "collana viola"), la "Biblioteca di cultura economica" e i "Manuali" per un totale di 110 titoli. Con questa eredità, Boringhieri fonda, nel 1957, la Boringhieri Editore S.p.A., con sede in via Angelo Brofferio 3 a Torino.
Nei suoi primi anni di vita il punto di forza è l'integrazione della cultura scientifica con il mondo umanistico, la letteratura e la filosofia. A fianco di manuali scientifici e libri di Albert Einstein sono pubblicate quindi opere di Sigmund Freud, Carl Gustav Jung, Vilfredo Pareto, Vladimir Propp, Bronisław Malinowski, Marcel Mauss, Mircea Eliade e Georges Dumézil.
Pubblica inoltre diversi volumi dell'Enciclopedia di autori classici, collana ideata e diretta dal filosofo Giorgio Colli con la collaborazione, tra gli altri, di Mazzino Montinari (come Colli studioso di Nietzsche), Sossio Giametta, Gigliola Pasquinelli, Giuliana Lanata. In questa collana vedono luce opere di Cartesio, Newton e Leibniz, ma anche Eschilo, Machiavelli e Leopardi e testi più orientali di Yehuda Ha-Levi, di Abhinavagupta e le Upaniṣad.
Di Freud finì con il pubblicare l'opera intera (12 volumi, 1966-1980), a cura di Cesare Musatti e Renata Colorni, a cui s'è aggiunta quella di riferimento di Jung (19 volumi in 24 tomi, dal 1970 a cura di Luigi Aurigemma). I due fungono anche da perno per diverse altre opere di psicologia, psichiatria e psicoterapia (come i manuali di Silvano Arieti e di Bruno Bara, gli studi di John Bowlby, Stefano Bolognini, Luigi Cancrini, Franco Fornari, Heinz Hartmann, Otto Kernberg, Melanie Klein, Heinz Kohut, Giampaolo Lai, Robert Langs, Stephen Mitchell, Salomon Resnik, Joseph Sandler, oltre a opere di Alice Miller, Marie-Louise von Franz, Karl Abraham e Anna Freud).
In ambito logico-matematico ha raccolto le opere di Kurt Gödel, di Gabriele Lolli, i manuali di analisi matematica di Giovanni Prodi ed Enrico Giusti, opere di Ian Stewart; in ambito economico, quelle di Guido Carli, scritti di Joseph Schumpeter e, per ulteriore esempio, il dizionario in 16 volumi a cura di Giorgio Lunghini.
Nel 1987 la casa editrice ha un nuovo slancio quando Romilda Bollati di Saint Pierre, titolare della ditta Carpano Baratti, ne acquisisce il 90%, nominandone il fratello Giulio Bollati amministratore delegato e cambiandone anche il nome in Bollati Boringhieri. Il catalogo si completa con una parte umanistica e letteraria. Nel 1989 vengono stampate le opere complete di Carlo Cattaneo. Nel 1993 Boringhieri cede la sua quota di minoranza e si ritira.
Oltre ai citati ha inoltre in catalogo diverse opere di Giorgio Agamben, Marco Aime, Günther Anders, Marc Augé, Ermanno Bencivenga, John Berger, Roger Caillois, Charles Darwin, Ernesto De Martino, Georges Didi-Huberman, Tilde Giani Gallino, Werner Karl Heisenberg, Luce Irigaray, Marina Jarre, Furio Jesi, Karl Kerényi, Serge Latouche, Konrad Lorenz, Claudio Napoleoni, Georges Perec, Luigi Pintor ecc.
Al catalogo originario sono aggiunte quattro collane: "Temi", contenente testi politici, senza schieramento ideologico; "Varianti"; "Nuova Cultura", di storiografia moderna; e "Pantheon", con testi fondatori della cultura letteraria e scientifica, dedicata ad un'ideale classe dirigente da educare.
Nel 1998, due anni dopo la scomparsa di Giulio Bollati, il catalogo viene riorganizzato in quattro aree: Arte e letteratura, Storia, filosofia e scienze sociali, Scienze e psicologia.
Nel 2009 la casa editrice passa al Gruppo Editoriale Mauri Spagnol.

## Collane
- .Zip
- Biblioteca Bollati Boringhieri
- Bollati Boringhieri le opere di Carl Gustav Jung
- Cieli
- Contaminazioni, 2007
- Didattica
- Economia
- Etologia
- Gli archi
- I grandi pensatori
- I sampietrini
- Incipit, fondata nel 2006
- Incroci
- La cultura scientifica / Le vite
- L'esperienza psicologica
- Manuale di letteratura italiana, a cura di Franco Brioschi e Costanzo Di Girolamo, in 4 volumi (1993-96)
- Manuali di Psicologia Psichiatria Psicoterapia
- Modelli di intervento psichiatrico
- Nuova cultura, fondata nel 1987
- Nuova didattica
- Nuovi saggi Bollati Boringhieri
- Oltre i giardini, fondata nel 2008
- Opere, comprendenti:
  - Opere di Sigmund Freud
  - Sigmund Freud. Testi e contesti
  - Opere di Anna Freud
  - Opere di Kurt Gödel
  - Storia della tecnologia, in 7 volumi
- Opere di Carl Gustav Jung
- Pantheon, fondata nel 1987
- Piccole varianti
- Programma di Matematica Fisica Elettronica
- Programma di Psicologia Psichiatria Psicoterapia
- Programma di Scienze umane
- Saggi
- Saggi Tascabili Bollati Boringhieri
- Scritti e discorsi di Guido Carli
- Seminari di Carl Gustav Jung
- Sguardi, fondata nel 2008
- Temi, fondata nel 1987
- Testi e manuali della scienza contemporanea, con le diverse serie:
  - Matematica, fisica, elettronica
  - Logica matematica
  - Informatica
  - Biologia e geologia
- Universale Bollati Boringhieri
- Universale Bollati Boringhieri età moderna
- Varianti, fondata nel 1987 con Il poema dei lunatici di Ermanno Cavazzoni
- Varianti Tascabili
- Variantine, fondata nel 1996

## Logo

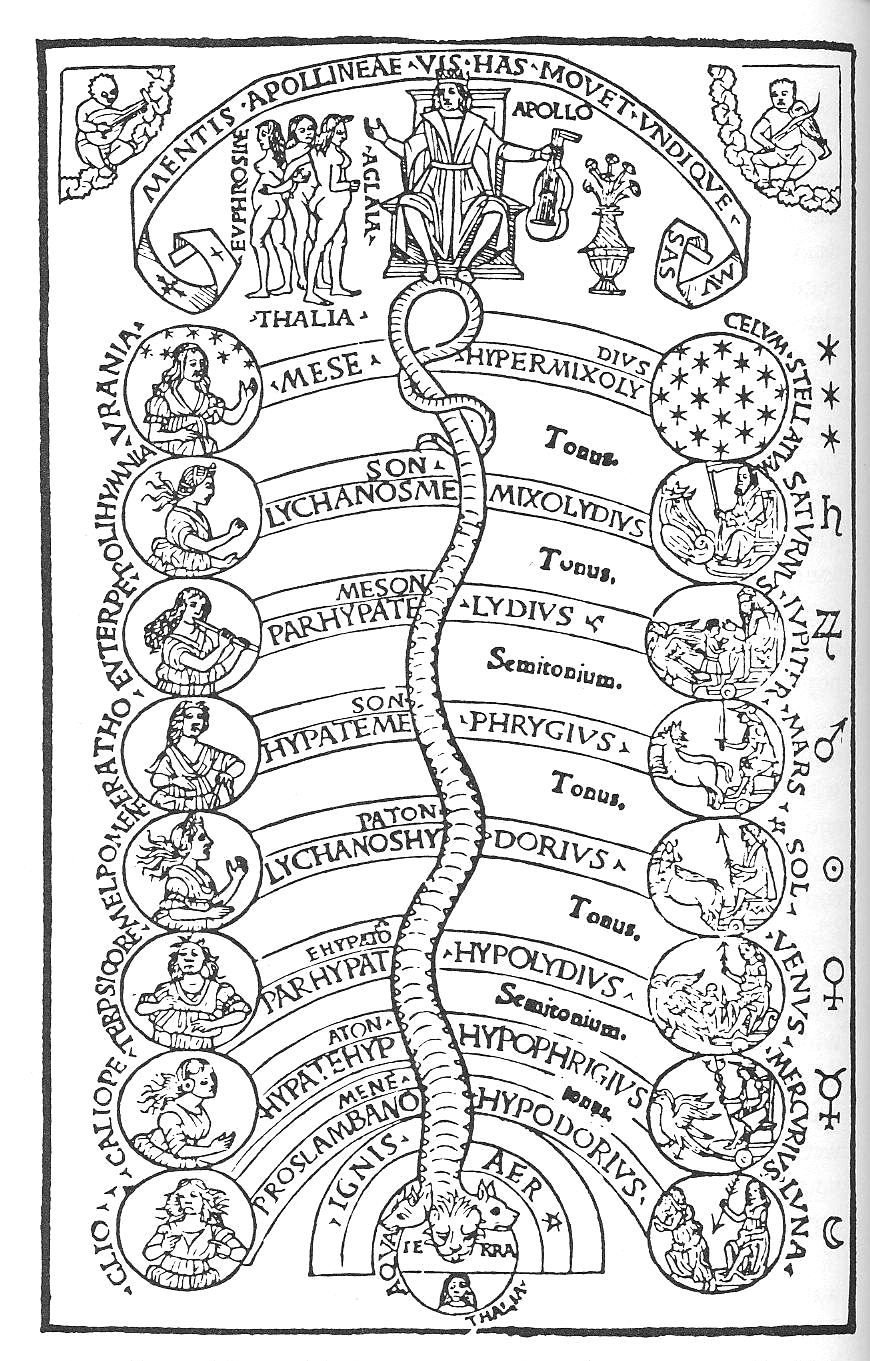
Incisione di Franchino Gaffurio (Practica musicæ, 1496) da cui è ripreso il logo della Bollati Boringhieri.

Il logo fu scelto da Paolo Brofferio sotto suggerimento di Giulio Bollati, amico e allora collega alla Giulio Einaudi Editore. Il disegno prende spunto da un'incisione del 1496 di Franchino Gaffurio: un globo stellato rappresentante una  teoria musicale in coincidenza con le sfere celesti, ossia, in accordo con le concezioni dell'epoca, una sintesi di diverse materie quali musica, teologia, filosofia, cosmologia e matematica. Il simbolo, dunque vuole rappresentare la pluralità di saperi al quale la casa editrice torinese tende. Il font per il testo è l'Italian Garamond.